# Ярош Дмитро Анатолійович
Дмитро́ Анатолійович Я́рош (нар. 30 вересня 1971, Дніпродзержинськ, нині Кам'янське, Дніпропетровська область) — український громадсько-політичний діяч, військовослужбовець, колишній лідер та засновник організації «Правий сектор» (2014—2015), член-засновник організації «Тризуб», командувач Української добровольчої армії.
Учасник Революції Гідності та війни на сході України. Народний депутат України VIII скликання. Кандидат в президенти України на президентських виборах 2014. Радник Головнокомандувача ЗСУ Валерія Залужного (2021). Кавалер ордена «Народний герой України» (2014), лицар ордена Богдана Хмельницького ІІІ ступеня (2016).

## Біографія
Батько працював на Дніпровському металургійному комбінаті, мати — на вагонобудівному заводі.
1988 року закінчив СШ № 24 м. Кам'янське (тоді — Дніпродзержинськ). Після школи одразу пішов працювати на завод. З жовтня 1989 по листопад 1991 проходив службу в Ракетних військах Радянської армії в Білорусі, а потім під Іркутськом.
З листопада 1988 року включився у національно-визвольну боротьбу. Брав участь у створенні Народного руху України — засновував перші обласні структури НРУ на сході України. ЧленУкраїнської Гельсинської спілки — з червня 1989 року. 
У квітні 1989 року у місті Кам'янське (колишній Дніпродзержинськ) піднімає перший у східних областях України синьо-жовтий прапор. 
У червні 1994 року став членом-засновником всеукраїнської організації «Тризуб» ім. С. Бандери.
Керував Кам'янською чотою, Січеславським обласним загоном, Дніпровським куренем, Наддніпрянським кошем.
З 1996 по 1999 роки — голова центрального проводу Всеукраїнської організації «Тризуб» ім. Степана Бандери.
З серпня 1999 по 2002 — член центрального проводу, відповідальний за діяльність організаційних структур на Наддніпрянщині, та куратор зовнішньополітичного відтинка діяльності «Тризуба».
У 2001 році завершив навчання на філологічному факультеті Дрогобицького педагогічного університету імені Івана Франка.
З 2002 — Головний інспектор «Тризубу», член Центрального Проводу. З січня 2005 виконував обов'язки Голови Центрального Проводу. 14 серпня 2007 на VI Надзвичайному Великому Зборі Всеукраїнської організації «Тризуб» ім. Степана Бандери затверджений Головою Центрального Проводу.
У 2007 році став ініціатором створення та керівником Міжнародного Антиімперського Фронту.
14 жовтня 2010 р. на розширеній нараді Центрального Проводу склав повноваження Голови Центрального Проводу ВО «Тризуб» ім. С. Бандери. З жовтня 2010 року ініціатор створення та координатор єдиного Націоналістичного руху.
15 липня 2012 р., рішенням старшинської наради Організації проголошений Провідником «Тризубу».
11 листопада 2015 року Дмитро Ярош заявив про складення з себе повноважень провідника національно-визвольного руху «Правий сектор».
28 грудня 2015 року, Дмитро Ярош заявив про вихід з організації Правий сектор та ініціював створення нового громадсько-політичного руху що власне ПС розцінив як:
21 листопада 2016 року Президент України Петро Порошенко нагородив Дмитра Яроша орденом Богдана Хмельницького III ступеня, як учасника АТО за особисті мужність, самовідданість і високий професіоналізм, виявлені в захисті державного суверенітету та територіальної цілісності України. Відповідний указ опубліковано на офіційному сайті президента.  
2 листопада 2021 року, Дмитро Ярош на нетривалий час призначався радником Головнокомандувача ЗСУ Валерія Залужного.

## Діяльність

### План повалення диктатури в Республіці Білорусь
За власними спогадами у 1991 році він разом з білоруськими націоналістами готувався до ліквідації режиму внутрішньої окупації в Республіці Білорусь. І для виконання цього плану він прибув на територію Республіки Білорусь та разом з білоруськими націоналістами створював там "експедиційні підрозділи" які підлягали вишколу та озброюванню та проведенню бойового злагодження. Одначе за словами Д.Яроша план так і не був реалізований оскільки "План був реальний, але наших білоруських меценатів тоді, у 1999-му, зупинив Єльцин, словами «Я устал, я ухожу», й прихід путіна на пацакський царський трон…А якби все вдалося, історія східної Європи була б, категорично, іншою…"

### Євромайдан
Наприкінці листопада 2013 року, під час Євромайдану у Києві, Дмитро Ярош був одним з ініціаторів створення громадського руху «Правий сектор» — об'єднання націоналістичних організацій та осіб, з метою усунення так званого «режиму внутрішньої окупації» та звершення Української Національної революції. Допомагав у створенні Самооборони Майдану.
27 січня 2014 року відбулася пресконференція Правого сектора на якій Дмитро Ярош вперше публічно виступив як лідер руху і висловив цілі та вимоги організації.
20 лютого, після жорстоких протистоянь у центрі Києва, до Правого сектора звернулися співробітники Служби безпеки України та запропонували зустрітися з Віктором Януковичем. Правий сектор делегував Дмитра Яроша на переговори, а співробітники СБУ залишилися, як гарантія його безпеки. Зустріч проходила у будівлі Адміністрації Президента України та тривала понад годину, Янукович пропонував Ярошу підписати угоду про припинення конфлікту, але той йому відмовив та сказав, що Правий сектор буде боротися до кінця.
21 лютого лідери парламентської опозиції (Арсен Яценюк, Віталій Кличко, Олег Тягнибок) та Президент України підписали «Угоду про врегулювання кризи в Україні», що викликало невдоволення серед революціонерів. Тоді Дмитро Ярош вперше виступив на сцені Майдану і заявив що Правий сектор не складе зброї та не звільнить жодної будівлі поки Янукович не піде у відставку, закликав до продовження боротьби та заявив про готовність взяти відповідальність за подальше розгортання революції. Наступного дня Віктор Янукович покинув Київ та втік до Росії.
22 березня відбувся перший партійний з'їзд Правого сектора та 27 з'їзд Української національної асамблеї. Політична партія «Українська Національна Асамблея» була перейменована на «Правий сектор», а головою був обраний Дмитро Ярош.
Після вбивства 24 березня одного з лідерів Правого сектора західної України Олександра Музичка («Сашка Білого»), Дмитро Ярош звинуватив МВС України у контрреволюційній діяльності та заявив, що відбувається тиск на Майдан та «Правий сектор». А також озвучив вимоги щодо відставки міністра МВС України Арсена Авакова та арешту працівників спецпідрозділу «Сокіл», яких ПС звинувачує у вбивстві Музичка.

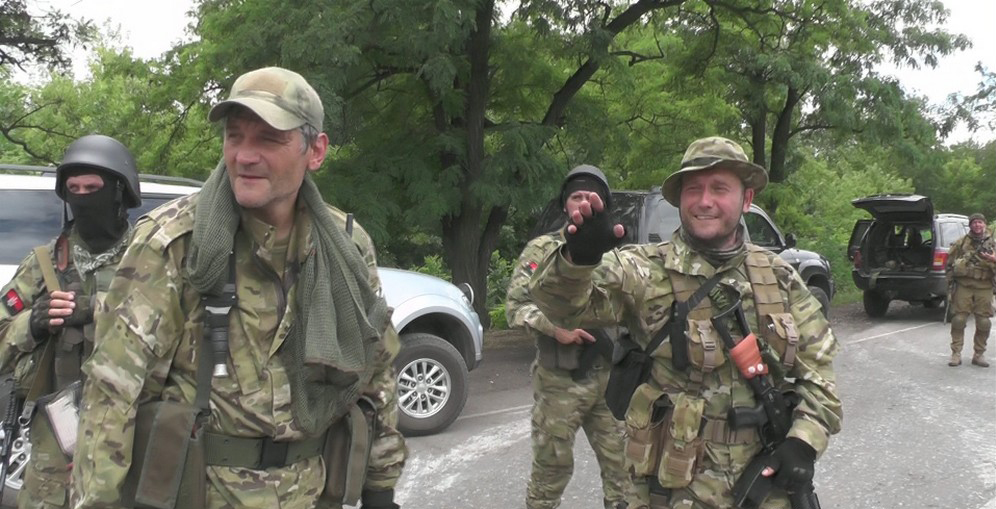
Дмитро Ярош під Карлівкою, 6 липня 2014

### Російсько-українська війна 2014—2015
Від квітня 2014 року брав участь у формуванні добровольчих загонів для боротьби з російською агресією на сході України.
15 липня Дмитро Ярош оголосив про створення на базі силового блоку «Правого сектора» Добровольчого українського корпусу — добровільного недержавного воєнізованого формування, метою якого є захист територіальної цілісності та незалежності України. Командиром Корпусу призначено Андрія Стемпіцького, а начальником штабу — Валерія Воронова.
Протягом останніх місяців більшість часу проводить на передовій у с. Піски на околицях Донецька.
21 січня 2015 року, у боях біля Донецька поранений внаслідок обстрілу з РЗСО «Град» (осколковий відкритий перелом нижньої третини плеча, легке поранення голови).
10 вересня 2015 року Дмитро Ярош був госпіталізований. Про це повідомив сам лідер «Правого сектора» на своїй сторінці в соціальній мережі Facebook. Очікується хірургічне оперативне втручання для відновлення ліктьового суглоба.

### Вибори Президента України 2014

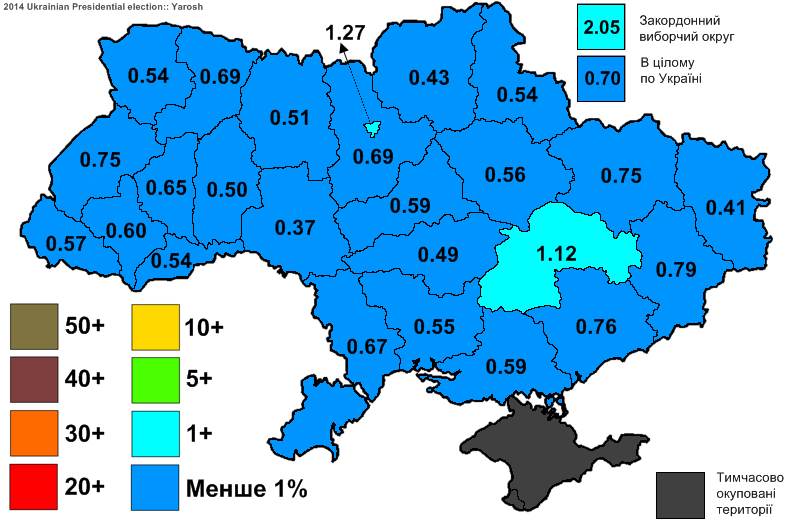
Підтримка Д. Яроша на виборах Президента України 2014.

8 березня на пресконференції в Києві, Дмитро Ярош вперше заявив про намір балотуватися в президенти. Центральна виборча комісія України 1 квітня офіційно зареєструвала його кандидатом в президенти на позачергових виборах 2014 року, як самовисуванця.
Передвиборча програма Дмитра Яроша складалася з 10 пунктів, зокрема зупинення російської агресії та модернізація армії, наведення порядку в правоохоронних та судових органах, люстрація чиновників та подолання корупції, децентралізація влади та соціально-економічні реформи.
За результатами виборів Дмитро Ярош посів 11 місце з результатом 0,7 % голосів виборців. Найбільшу підтримку отримав в межах закордонного виборчого округу (2,05 %), у місті Києві (1,27 %), Дніпропетровській (1,12 %), Донецькій (0,79 %), Запорізькій (0,76 %) Львівській (0,76 %) та Харківській (0,75 %) областях. Примітним є факт, що в Донецькій області відсоток поданих голосів виборців більший, ніж у будь-якій із західних областей України..

### Парламентська діяльність
В 2013-2014 рр. помічник-консультант нардепа від «Удар» Валентина Наливайченка.
На позачергових виборах до Верховної ради України у 2014 році Дмитро Ярош балотувався по 39 одномандатному виборчому округу (Дніпропетровська область) та посів 1 місце з великим відривом і результатом 29,76 %. У Верховній раді не увійшов до жодної фракції. Став заступником голови Комітету з питань національної безпеки і оборони.

### Українська добровольча армія
У грудні 2015 року за ініціативи Яроша було створено Українську добровольчу армію на базі 5-го і 8-го батальйонів Добровольчого українського корпусу «Правий сектор».

## Судове переслідування
3 березня 2014 року, слідчий комітет Російської Федерації відкрив кримінальне провадження на лідера Правого сектора Дмитра Яроша, за нібито публічні заклики до здійснення терористичної та екстремістської діяльності, здійснені з використанням засобів масової інформації. Обвинувачення ґрунтувалося на публікації на сторінці Правого сектора в соціальній мережі «ВКонтакті» від 1 березня, в якій Ярош нібито звернувся до лідера чеченських бойовиків Доку Умарова. Причому безпосередньо Дмитро Ярош не здійснює та не контролює публікації на сторінках у соцмережах, подібної інформації не було ані на офіційному сайті, ані в інших соціальних мережах, а сам запис був видалений за декілька годин. Згідно з заявою речника організації, інформація з'явилася після того, як був зламаний акаунт одного із їхніх адміністраторів.
12 березня, Басманний районний суд Москви, відомий як інструмент політичних репресій, через свої скандальні рішення, зокрема у справі Михайла Ходорковського, задовольнив клопотання слідства і виніс рішення про заочний арешт. 17 березня адвокат Дмитра Яроша Олександр Фомін подав апеляційну скаргу на рішення Басманного суду, але 2 квітня апеляційна колегія Московського міського суду визнала рішення суду першої інстанції законним і залишила його без змін. Сам Дмитро Ярош заявив, що це рішення не вплине на його діяльність..
25 липня стало відомо, що Інтерпол за запитом РФ оголосила Дмитра Яроша в розшук. Радник міністра внутрішніх справ Антон Геращенко зазначив, що Дмитру боятися нічого і Україна його не видасть, те саме заявив і керівник Робочого апарату Укрбюро Інтерполу Василь Неволя.
У січні 2016 року, Інтерпол зняв зі свого офіційного сайту інформацію про міжнародний розшук Дмитра Яроша. Пошукова картка, яку раніше оприлюднили на сайті Інтерполу, відсутня. Дані про розшук особи «Dmitriy Yarosh» зникли з відкритого доступу. Також немає інформації про розшук Дмитра Яроша у переліку осіб, розшукуваних Росією.

## Нагороди

### Державні
- Орден Богдана Хмельницького ІІІ ступеня (21 листопада 2016) — за особисту мужність, самовідданість і високий професіоналізм, виявлені у захисті державного суверенітету та територіальної цілісності України.[37][38]
- Орден Богдана Хмельницького II ступеня (нагороджений  в 2024 році)
- Відзнака Президента України — ювілейна медаль «25 років незалежності України» (19 серпня 2016) — за значні особисті заслуги у становленні незалежної України, утвердженні її суверенітету та зміцненні міжнародного авторитету, вагомий внесок у державне будівництво, соціально-економічний, культурно-освітній розвиток, активну громадсько-політичну діяльність, сумлінне та бездоганне служіння Українському народу.[39]
- Відзнакою Президента України Іменна вогнепальна зброя (Україна) (2018 року) за визначні заслуги у забезпеченні обороноздатності України, недоторканності її державного кордону, підтримці високої бойової готовності військ, зміцненні національної безпеки, боротьбі зі злочинністю, захисті конституційних прав і свобод громадян, за бездоганну багаторічну службу, зразкове виконання військового та службового обов'язку, виявлені при цьому честь і доблесть.

### Недержавні
- Орден «Народний Герой України» (2015).  Дмитро Ярош отримав орден «Народний герой України» у числі перших нагороджених 4 червня 2015 року. Орден «Народний герой України» під номером один був присвоєний Українському народові як символ жертовності та незламності у боротьбі за незалежність.  Нагорода під номером два була вручена Дмитру Ярошу – командиру, лідеру добровольчого руху та одному з перших, хто став на захист України зі зброєю в руках.

## Публікації
- «Шлях нації» (2004). Збірка публіцистичних статей із актуальних проблем ідеології українського націоналізму, націоналістичного руху та українського державотворення.
- «Українська революція: ХХІ століття» (2009).джерело?
- «Слово до побратимів: „Минуле, сучасне, майбутнє…“» (2012).джерело?
- «Нація і революція» (2013).джерело?

## Особисте життя
Одружений. Має сина Дмитра Яроша та двох доньок — Анастасію Абрамів та Ірину Ярош.
11 березня 2014 року народився онук Назар. 22 листопада 2016 року дочка Анастасія народила сина (другого онука Дмитра Яроша).

## Цікаві факти
- Російський патріотичний реп-гурт 25/17 та музикант Дмитро Ревякін[ru] після лютневих протистоянь у Києві записали пісню «Рахунок», у якій згадується Дмитро Ярош[42].
- Загальна сума сукупного офіційного річного доходу членів сім'ї Дмитра Яроша за 2013 рік становить 803 грн. Згодом, на прес-конференції, він зізнався, що не показав в декларації жодних доходів, бо не мав легальних доходів і не визнавав владу Віктора Януковича[43]

|  | «Звичайно я мав якийсь певний дохід, але, повірте, невеликий. Я знаю що таке виживати за 2 тисячі гривень на місяць. Мені допомагали друзі матеріально, допомагали малі, середні підприємці, і в середньому я мав 5-7 тисяч гривень в місяць» |

- Візитка Яроша — інтернет-мем, що виник 20 квітня 2014 року, як висміювання пропаганди російських ЗМІ та сепаратистів.
- Українська версія журналу Esquire розмістила Дмитра Яроша на обкладинці грудневого номера за 2014 рік. Випуск присвячений темі «Дмитро Ярош та інші герої і лиходії року». Тираж був розкуплений в рекордні терміни, а інтернет-користувачі влаштували флешмоб — викладали в соцмережі фотографії з журналом.[45]